# Камъка (светилище)
Скалното светилище „Камъка“ се намира в местността „Каменска бърчина“ на 10 km от гр. Малко Търново в посока гр. Царево до пътя за село Граматиково и заема площ от 0.2 хектара.

## Местоположение
Светилището е разположено на заобленото било на невисок връх, от който има пряка видимост към върховете Босна, Папията и Градището на Странджа планина. То отстои на около 12 км източно от град Малко Търново. От местността „Каменят“ тръгва очертан горски път към билото. На около 1 km от шосето маркирана пътека стръмно се изкачва и стига по заобленото било до светилището. Преди билото има беседка и обяснително табло.

## Описание и особености
На местния диалект името на местността „Каменска бърчина“ означава „каменно възвишение“. Светилището представлява комплекс от интересни образувания на редки за Странджа конгломератни скали. Една от скалите е с форма на гъба, в чиято основата има тесен процеп — т.нар. „провирало“, за което се вярва, че успешно пролазилият през отвор човек по символно-магичен начин се избавя от болести и беди и ще бъде здрав през цялата година. Върху друга скала, на високото, целодневно огрявано от слънцето място, са издълбани т.нар. „соларни кръгове“, свързвани с Бога Слънце у древните траки. Кръгли жертвеници са издълбани почти навсякъде по скалите — предполага се, че са били използвани за приготвяне на „свещено вино“ и за извършване на приношения чрез възлияние на течности (вода, мляко, вино, благовонни масла).
Археоастрономическите изследвания сочат, че от 2500 г. пр. Хр. на това място в деня на лятното слънцестоене е наблюдаван изгрева на Слънцето. 
Скалното светилище Камъка е едно от светилищата на територията на България, където се наблюдават издълбани т.нар. „соларни кръгове“ на върха на една от скалите — някои траколози и археоастрономи изказват предположението, че съществува възможността на всички светилища използвани от древните траки, където се наблюдават изсечени в скалите дискове и кръгове, да е жертвопринасяно на „звездата куче“ – Сириус, но тази хипотеза, не е доказана научно. Липсват доказателства за точното датиране на арехеологическия обект.

## Опазване
Скалните образувания в местността „Каменска бърчина“ са обявени за Природна забележителност със Заповед №206 от 23.03.1981 г.